# 二郎山叉丝壳
二郎山叉丝壳（学名：Microsphaera erlangshanensis）是属于白粉菌目白粉菌科叉丝壳属的一种真菌，寄生在刚毛忍冬上。该种分布于中国。